# Hauptwanderstrecken des Sauerländischen Gebirgsvereins

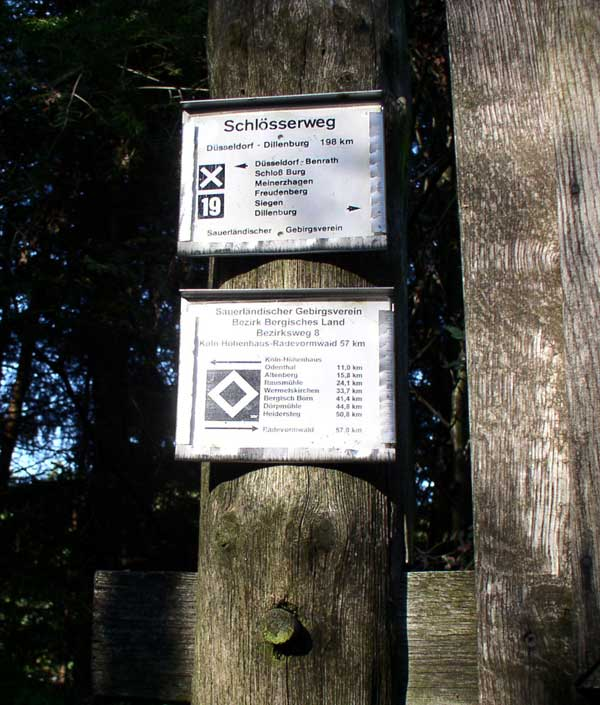
Beispiele für Wegzeichen

Der Sauerländische Gebirgsverein (SGV) betreut die folgenden Hauptwanderstrecken. Neben den überregionalen Hauptwanderwegen des Gesamtvereins mit Sitz in Arnsberg, die vor allem durch das Sauerland und das Bergische Land führen, haben einzelne SGV-Bezirke eigene regionale Hauptwanderstrecken ausgewiesen, die in der Regel Bezirkswanderwege genannt werden.

## Hauptwanderstrecken des Gesamtvereins im Sauerland und im Bergischen Land
| Name                         | Wegzeichen | Wegstrecke                                               | Weglänge [km] |
| ---------------------------- | ---------- | -------------------------------------------------------- | ------------- |
| Plackweg                     | X1         | Hagen-Delstern – Helminghausen (Diemeltalsperre)         | 144           |
| Rothaarweg                   | X2         | Brilon – Siegen                                          | 126           |
| Talsperrenweg                | X3         | Hagen – Biedenkopf                                       | 164           |
| Siegerlandweg                | X5         | Iserlohn – Siegen                                        | 116           |
| Robert-Kolb-Weg              | X6         | Hagen – Bad Wildungen                                    | 193           |
| Ehmsenweg                    | X8         | Arnsberg – Olpe                                          | 74            |
| Wilhelm-Münker-Weg           | X10        | Warstein – Hilchenbach                                   | 94            |
| Lenne-Sieg-Weg               | X11        | Plettenberg – Siegen                                     | 115           |
| Rheinischer Weg              | X11a       | Bergisch Gladbach – Gummersbach-Niederseßmar             | 55            |
| Richard-Schirrmann-Weg       | X12        | Werdohl – Siegburg                                       | 121           |
| Hanseweg                     | X13        | Soest – Herzhausen (Edertalsperre)                       | 137           |
| Astenweg                     | X14        | Warstein – Biedenkopf                                    | 97            |
| Uplandweg                    | X15        | Salzkotten – Dillenburg                                  | 177           |
| Kaiser-Otto-Weg              | X16        | Meschede – Marsberg                                      | 86            |
| Harkortweg                   | X17        | Düsseldorf-Kaiserswerth – Werdohl                        | 139           |
| Christine-Koch-Weg           | X18        | Menden – Bad Laasphe                                     | 126           |
| Schlösserweg                 | X19        | Düsseldorf-Benrath – Dillenburg                          | 199           |
| Volme-Höhen-Weg              | X20        | Witten – Olpe                                            | 99            |
| Waldecker Weg                | X21        | Brilon – Herzhausen (Edertalsperre)                      | 50            |
| Kurkölner Weg                | X22        | Meschede – Köln-Rath                                     | 153           |
| Schieferweg                  | X23        | Meschede – Biedenkopf                                    | 84            |
| Möhne-Westerwald-Weg         | X24        | Möhnetalsperre, Sperrmauer – Betzdorf                    | 136           |
| Hunauweg                     | X25        | Finnentrop – Korbach                                     | 88            |
| Rennweg                      | X26        | Arnsberg – Paderborn                                     | 103           |
| Friedrich-Wilhelm-Grimme-Weg | X27        | Altenhundem – Olsberg                                    | 84            |
| Graf-Engelbert-Weg           | X28        | Hattingen – Schladern (Sieg)                             | 113           |
| Neandertalweg                | X30        | Duisburg Zoo – Bensberg                                  | 98            |
| Lahnhöhenweg                 | L          | Netphen-Lahnhof – Breitenstein                           | 295           |
| Ederhöhenweg                 | XE         | Netphen – Ederquelle – Hatzfeld (Fulda)                  | 62            |
| Emscher-Park-Weg             | XE         | Kamen – Duisburg Hauptbahnhof                            | 127           |
| Ruhrhöhenweg                 | XR         | Winterberg, Ruhrquelle – Duisburg-Neuenkamp, Ruhrmündung | 245           |
| Sieghöhenweg                 | XS         | Netphen, Siegquelle – Niederkassel-Mondorf – Siegmündung | 141           |
| Westfalenwanderweg           | XW         | Hattingen – Altenbeken                                   | 210           |

## Ehemalige Hauptwanderstrecken des Gesamtvereins
Aufgrund der Fülle der Wege können nicht alle weiter betrieben werden. Folgende Hauptwanderwege wurden vom Verein aufgegeben:
| Name           | Wegzeichen | Wegstrecke                          | Weglänge [km] |
| -------------- | ---------- | ----------------------------------- | ------------- |
| Höhlenweg      | X4         | Witten – Binolen (Hönnetal)         | 76            |
| Residenzenweg  | X7         | Arnsberg – Düsseldorf-Gerresheim    | 158           |
| Rhein-Ruhr-Weg | X9         | Dortmund-Hohensyburg – Königswinter | 168           |
| Bergischer Weg | ?          | Essen-Rüttenscheid – Uckerath       | 137           |

## Hauptwanderstrecken der SGV-Bezirke

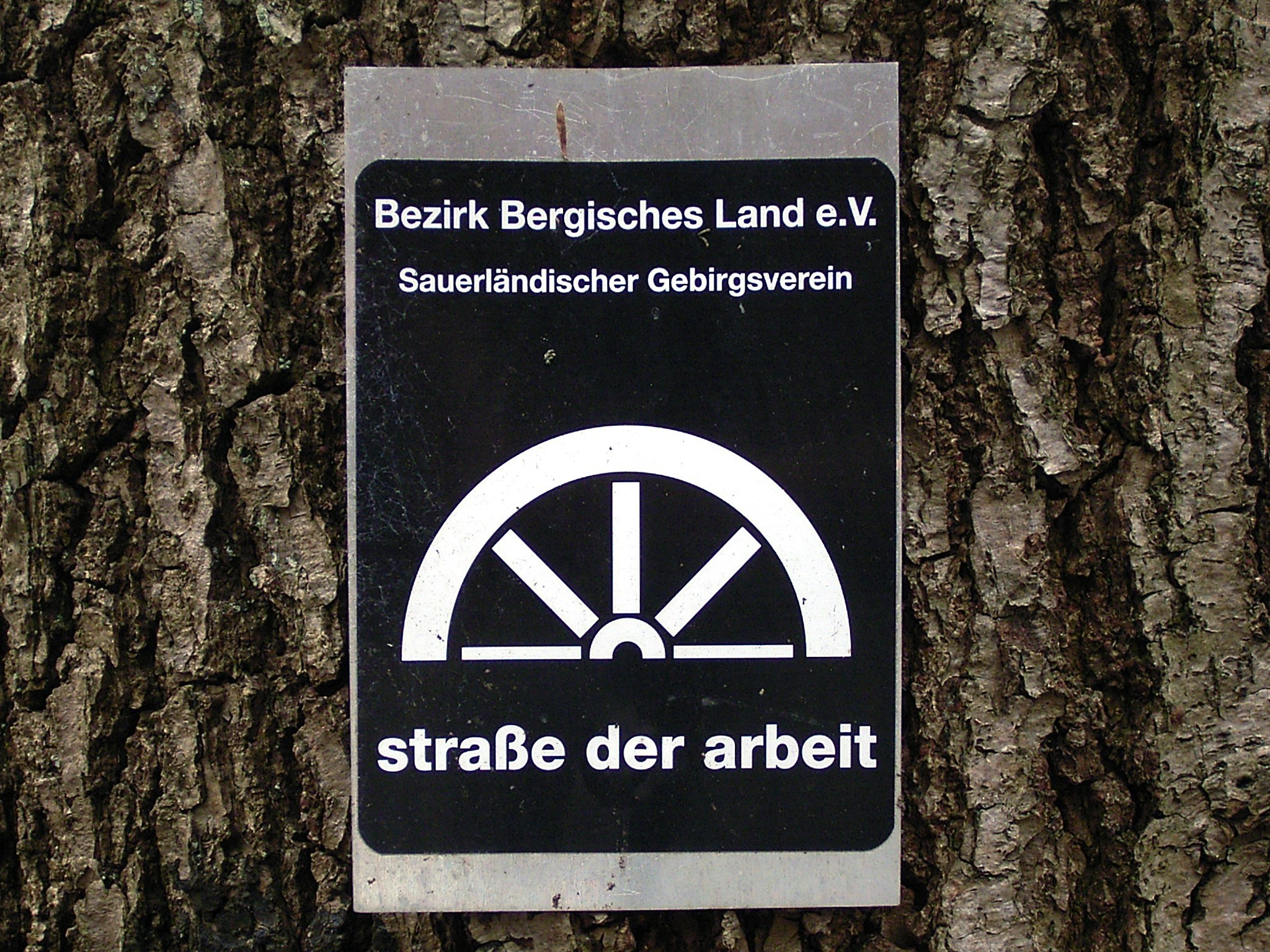
Wegzeichen (halbes Mühlrad) zu Beginn der Route Textil in Wuppertal-Langerfeld

Wegzeichen
Wupperweg

Der SGV-Bezirk Bergisches Land betreut sieben Bezirkswanderwege und einen großen Themenweg mit einer Gesamtlänge von 525 Kilometern (Lücken in der Nummerierung aufgrund der Trennung vom SGV-Bezirk Niederberg).
| Name                                    | Wegzeichen     | Wegstrecke                                                                      | Weglänge [km] |
| --------------------------------------- | -------------- | ------------------------------------------------------------------------------- | ------------- |
| Straße der Arbeit                       | Halbes Mühlrad | Wuppertal-Langerfeld – Oberbergisches Land                                      | 280           |
| Wanderweg Schladern–Morsbach            | ?1             | Schladern/Sieg – Morsbach (Forsthaus Mohrenbach)                                | 27            |
| Wanderweg Engelskirchen–Auf dem Dümpel  | ?2             | Engelskirchen – Bergneustadt-Auf dem Dümpel                                     | 39            |
| Wanderweg Valbert–Waldbröl              | ?3             | Valbert – Waldbröl                                                              | 58            |
| Landrat-Lucas-Weg                       | ◇5             | Opladen – Schloss Burg                                                          | 23            |
| Wupperweg                               | ◇6             | Marienheide-Börlinghausen (Wipperquelle) – Leverkusen-Rheindorf (Wuppermündung) | 126           |
| Wanderweg Radevormwald–Köln             | ?8             | Radevormwald – Köln-Höhenhaus                                                   | 52            |
| Wanderweg Bergisch-Gladbach–Wipperfürth | ?9             | Bergisch Gladbach – Wipperfürth                                                 | 32            |

### SGV-Bezirk Emscher-Lippe
Der SGV-Bezirk Emscher-Lippe besitzt ein eigenes Hauptwanderstreckennetz, dessen Wanderwege aber eher den Bezirkswanderwegen zuzuordnen sind.
| Wegzeichen | Wegstrecke                                          | Weglänge [km] |
| ---------- | --------------------------------------------------- | ------------- |
| X1         | Arnheim – Olfen                                     | 156,9         |
| X2         | Wesel – Haltern am See                              | 64,5          |
| X3         | Groß Reken – Bahnhof Dülmen                         | 26,5          |
| X4         | Marl-Sinsen – Olfen                                 | 21,6          |
| X5         | Recklinghausen – Dülmen                             |               |
| X6         | Recklinghausen – Maria Veen                         | 36,9          |
| X7         | Gelsenkirchen – Maria Veen                          | 50,2          |
| X8         | Schermbeck – Groß Reken                             | 25,2          |
| X9         | Gladbeck – Groß Reken                               | 44,2          |
| X10        | Herne – Haltern am See                              | 39,7          |
| X11        | Duisburg – Raesfeld                                 | 62,2          |
| X12        | Bahnhof Oberhausen-Sterkrade – Altschermbeck        | 32,4          |
| X13        | Bahnhof Oberhausen-Sterkrade – Rees                 | 68,9          |
| X14        | Voerde – Olfen                                      | 68,5          |
| X15        | Dülmen – Brünen                                     | 61,4          |
| X16        | Recklinghausen – Flaesheim                          | 15,3          |
| X17        | Dorsten – Dülmen                                    | 32,8          |
| X18        | Gelsenkirchen – Haltern am See                      | 48,8          |
| X19        | Gladbeck – Hünxe                                    | 23,1          |
| X20        | Haltern am See-Lippramsdorf – Haltern am See-Sythen | 19,4          |
| X21        | Gladbeck – Voerde                                   | 34,3          |
| X22        | Gladbeck-Schloss Wittringen – Oberhausen-Holten     | 20,2          |

Weiterhin wird der 141,3 km lange Klompenweg unterhalten, der nicht durchgehend mit einem stilisierten Klompen (Holzschuh) markiert ist, sondern eine Aneinanderreihung bereits bestehender X-Wanderwege ist. Er verläuft von Arnheim bis zur Aakerfährbrücke in Duisburg.

### SGV-Bezirk Mittleres Sauerland
Der SGV-Bezirk Mittleres Sauerland betreut zwei Bezirkswanderwege.
| Name                               | Wegzeichen | Wegstrecke                                             | Weglänge [km] |
| ---------------------------------- | ---------- | ------------------------------------------------------ | ------------- |
| Ruhrtalweg                         | ◇ 1        | Wennemen – Echthausen                                  | 45            |
| Bezirksrundweg Mittleres Sauerland | ◇          | Echthausen – Sorpesee – Wennemen – Neheim – Echthausen | 102           |

### SGV-Bezirk Niederberg
Der SGV-Bezirk Niederberg betreut zwei Bezirkswanderwege (Lücken in der Nummerierung teilweise aufgrund der Trennung vom SGV-Bezirk Bergisches Land).
| Name                                               | Wegzeichen | Wegstrecke                                 | Weglänge [km] |
| -------------------------------------------------- | ---------- | ------------------------------------------ | ------------- |
| Wanderweg Velbert-Tönisheide–Düsseldorf-Gerresheim | ?3         | Velbert-Tönisheide – Düsseldorf-Gerresheim | 39            |
| Düsseltalweg                                       | ?4         | Velbert-Tönisheide – Düsseldorf-Gerresheim | 32            |

### SGV-Bezirk Unterruhr
Der SGV-Bezirk Unterruhr betreut zehn Bezirkswanderwege.
| Name                    | Wegzeichen | Wegstrecke                                  | Weglänge [km] |
| ----------------------- | ---------- | ------------------------------------------- | ------------- |
| Angerlandweg            | ?1         | Duisburger Zoo – Ratingen-Hösel             | 23            |
| Aubergweg               | ?2         | Duisburger Zoo – Essen-Werden               | 29            |
| Bergisch-Märkischer Weg | ?3         | Bochum-Dahlhausen – Hattingen               | 44            |
| Eggenweg                | ?4         | Mülheim an der Ruhr – Hattingen-Schulenburg | 43            |
| Abteiweg                | ?5         | Essen-Mitte – Velbert-Mitte                 | 23            |
| Hügellandweg            | ?6         | Essen-Hamm – Niedersprockhövel              | 28            |
| Hardenberger Weg        | ?7         | Essen-Bergerhausen – Velbert-Tönisheide     | 32            |
| Pingenweg               | ?8         | Essen-Huttrop – Niedersprockhövel           | 33            |
| Rhein-Ruhr-Emscherweg   | ?9         | Duisburg-Mündelheim – Kemnader Stausee      | 80            |
| Hugo-Kracht-Weg         | ?10        | Schloss Oberhausen – Essen-Katernberg       | 50            |